# U-871
U-871 — большая океанская немецкая подводная лодка типа IXD2 времён Второй мировой войны. Заказ на постройку субмарины был отдан 25 августа 1941 года. Лодка была заложена 14 ноября 1942 года на верфи компании АГ Везер в Бремене под строительным номером 1079, спущена на воду 7 сентября 1943 года, вошла в строй 15 января 1944 года под командованием капитан-лейтенанта Эрвина Ганзера.

## Флотилии
- 15 января — 31 июля 1944 года 4-я флотилия (учебная)
- 1 августа — 26 сентября 1944 года 12-я флотилия

## Боевая служба
Лодка совершила один боевой поход, успехов не достигла.
Потоплена 26 сентября 1944 года к северо-западу от Азорских островов, в районе с координатами 43°18′ с. ш. 36°28′ з. д., глубинными бомбами с британского бомбардировщика B-17 «Летающая крепость». Все 69 членов экипажа погибли.